# Станіслава Грозенська
Станіслава Грозенська (словац. Stanislava Hrozenská; нар. 17 червня 1982) — колишня словацька тенісистка.
Найвищу одиночну позицію світового рейтингу — 146 місце досягла 27 січня 2003, парну — 151 місце — 18 липня 2005 року.
Здобула 3 одиночні та 11 парних титулів туру ITF.
Завершила кар'єру 2017 року.

## Фінали ITF (14–20)

### Одиночний розряд (3–7)
| Легенда          |
| ---------------- |
| турніри $100,000 |
| турніри $75,000  |
| турніри $50,000  |
| турніри $25,000  |
| турніри $10,000  |

| Фінали за покриттям |
| ------------------- |
| Тверде (1–4)        |
| Ґрунт (2–3)         |
| Трава (0–0)         |
| Килим (0–0)         |

| Результат | Ранг | Дата              | Турнір                    | Покриття   | Суперниця           | Рахунок              |
| --------- | ---- | ----------------- | ------------------------- | ---------- | ------------------- | -------------------- |
| Поразка   | 1.   | 4 травня 1998     | Пряшів, Словаччина        | Ґрунт      | Людмила Черванова   | 2–6, 0–6             |
| Поразка   | 2.   | 16 листопада 1998 | Лос-Мочіс, Мексика        | Тверде     | Жофія Губачі        | 3–6, 6–2, 6–7(6–8)   |
| Поразка   | 3.   | 19 квітня 1999    | Джакарта 2, Індонезія     | Тверде     | Вінне Пракуся       | 3–6, 4–6             |
| Поразка   | 4.   | 14 червня 1999    | Познань, Польща           | Ґрунт      | Анна Бєлень-Жарська | 5–7, 3–6             |
| Перемога  | 1.   | 16 серпня 1999    | Марибор, Словенія         | Ґрунт      | Мервана Югич-Салкич | 4–6, 6–4, 6–2        |
| Поразка   | 5.   | 4 жовтня 1999     | Віла-ду-Конде, Португалія | Тверде     | Паула Ерміда        | 1–6, 2–6             |
| Поразка   | 6.   | 26 листопада 2002 | Міннеаполіс, США          | Тверде (i) | Ельс Калленс        | 5–7, 3–6             |
| Перемога  | 2.   | 26 липня 2004     | Петанж, Люксембург        | Ґрунт      | Шанелль Схеперс     | 6–7(10–12), 6–1, 6–4 |
| Перемога  | 3.   | 19 лютого 2007    | Клірвотер, США            | Тверде     | Медісон Бренгл      | 6–4, 6–3             |
| Поразка   | 7.   | 7 травня 2007     | Варшава 1, Польща         | Ґрунт      | Віолетта Юк         | 6–3, 4–6, 5–7        |

### Парний розряд (11–13)
| Легенда          |
| ---------------- |
| турніри $100,000 |
| турніри $75,000  |
| турніри $50,000  |
| турніри $25,000  |
| турніри $10,000  |

| Фінали за покриттям |
| ------------------- |
| Тверде (3–6)        |
| Ґрунт (8–7)         |
| Трава (0–0)         |
| Килим (0–0)         |

| Результат | Ранг | Дата              | Турнір                            | Покриття   | Партнерка             | Суперниці                                       | Рахунок            |
| --------- | ---- | ----------------- | --------------------------------- | ---------- | --------------------- | ----------------------------------------------- | ------------------ |
| Перемога  | 1.   | 14 червня 1999    | Познань, Польща                   | Ґрунт      | Катаріна Баштернакова | Ева Фіслова Габріела Волекова                   | 6–3, 7–5           |
| Перемога  | 2.   | 4 жовтня 1999     | Віла-ду-Конде, Португалія         | Тверде     | Любомира Курхайцова   | Даниця Ковачова Карлота Сантуш                  | 6–1, 6–2           |
| Перемога  | 3.   | 7 травня 2001     | Пряшів, Словаччина                | Ґрунт      | Ева Фіслова           | Барбора Маховська Крістина Пешатова             | w/o                |
| Поразка   | 1.   | 23 квітня 2002    | Таранто, Італія                   | Ґрунт      | Ева Фіслова           | Янь Цзи Чжен Цзє                                | 2–6, 2–6           |
| Перемога  | 4.   | 29 липня 2002     | Saint-Gaudens, Франція            | Ґрунт      | Людмила Черванова     | Сара Стоун Саманта Стосур                       | 7–6(7–5), 6–4      |
| Поразка   | 2.   | 5 серпня 2002     | Ріміні, Італія                    | Ґрунт      | Ева Фіслова           | Марія Фернанда Алвеш Карла Тіене                | 4–6, 4–6           |
| Перемога  | 5.   | 17 березня 2003   | Кастельйон-де-ла-Плана, Іспанія   | Ґрунт      | Людмила Черванова     | Роса Марія Андрес Родрігес Маріам Рамон Клімент | 4–6, 6–3, 6–0      |
| Перемога  | 6.   | 17 лютого 2004    | Колумбус (Огайо), США             | Тверде (i) | Ленка Немечкова       | Ліенн Бейкер Франческа Любіані                  | 7–6(7–3), 4–6, 6–3 |
| Поразка   | 3.   | 12 липня 2004     | Гархінг-бай-Мюнхен, Німеччина     | Ґрунт      | Анжеліка Бахманн      | Еріка Краут Орелі Веді                          | 4–6, 6–7(5–7)      |
| Поразка   | 4.   | 20 липня 2004     | Інсбрук, Австрія                  | Ґрунт      | Ленка Немечкова       | Альона Бондаренко Галина Фокіна                 | 2–6, 4–6           |
| Перемога  | 7.   | 26 липня 2004     | Петанж, Люксембург                | Ґрунт      | Ева Фіслова           | Еві Домінікович Гульнара Фаттахетдінова         | 6–4, 6–3           |
| Перемога  | 8.   | 3 серпня 2004     | Гехінген (Цоллернальб), Німеччина | Ґрунт      | Ева Фіслова           | Еріка Краут Ясмін Вер                           | 3–6, 6–3, 6–3      |
| Поразка   | 5.   | 12 жовтня 2004    | Сандерленд 2, Велика Британія     | Тверде (i) | Ева Фіслова           | Олена Балтача Джейн О'Доног'ю                   | 1–6, 6–4, 2–6      |
| Поразка   | 6.   | 1 листопада 2004  | Sint-Katelijne-Waver, Бельгія     | Тверде (i) | Ева Фіслова           | Віржині Піше Селіма Сфар                        | 1–6, 6–7(2–7)      |
| Поразка   | 7.   | 21 червня 2005    | Фонтанафредда, Італія             | Ґрунт      | Ева Фіслова           | Мервана Югич-Салкич Дарія Юрак                  | 7–5, 3–6, 4–6      |
| Поразка   | 8.   | 11 липня 2005     | Віттель, Франція                  | Ґрунт      | Ленка Немечкова       | Гана Шромова Рената Ворачова                    | 4–6, 4–6           |
| Перемога  | 9.   | 12 жовтня 2005    | Джерсі, Велика Британія           | Тверде (i) | Вероніка Хвойкова     | Келлі Лігган Надія Островська                   | 4–6, 6–2, 7–5      |
| Поразка   | 9.   | 3 липня 2006      | Штутгарт 2, Німеччина             | Ґрунт      | Ева Фіслова           | Моніка Нікулеску Рената Ворачова                | 2–6, 7–6(7–4), 5–7 |
| Перемога  | 10.  | 7 серпня 2006     | Гехінген, Німеччина               | Ґрунт      | Ева Фіслова           | Христина Антонійчук Ралука Олару                | 6–3, 6–7(3–7), 6–3 |
| Перемога  | 11.  | 15 серпня 2006    | Братислава 1, Словаччина          | Ґрунт      | Ева Фіслова           | Дьяна Енаке Марен Кассенс                       | 6–2, 6–2           |
| Поразка   | 10.  | 15 листопада 2006 | Пршеров, Чехія                    | Тверде (i) | Ева Грдінова          | Нікола Франькова Андреа Сестіні Главачкова      | 2–6, 7–6(7–5), 3–6 |
| Поразка   | 11.  | 25 червня 2007    | Стамбул 2, Туреччина              | Тверде     | Марія Кондратьєва     | Монік Адамчак Тетяна Лужанська                  | 4–6, 4–6           |
| Поразка   | 12.  | 11 березня 2013   | Шарм-еш-Шейх, Єгипет              | Тверде     | Алена Полетінова      | Франціска Кеніґ Зара-Ребекка Секуліч            | w/o                |
| Поразка   | 13.  | 12 серпня 2013    | Ушак, Туреччина                   | Тверде     | Міхаела Фрліцка       | Нікол Коллі Ліа Доу                             | 3–6, 4–6           |

## Участь у Кубку Федерації

### Парний розряд
| Розіграш                              | Стадія | Дата           | Місце                | Супротивник | Покриття   | Партнерка   | Суперниці                      | W/L | Рахунок  |
| ------------------------------------- | ------ | -------------- | -------------------- | ----------- | ---------- | ----------- | ------------------------------ | --- | -------- |
| Кубок Федерації 2005 Світова група II | WG2    | 24 квітня 2005 | Невшатель, Швейцарія | Швейцарія   | Тверде (i) | Ева Фіслова | Тімеа Бачинскі Міріам Казанова | L   | 3–6, 2–6 |